# Günter Matthes (Politiker)
Günter Matthes (* 18. Dezember 1936 in Kiel; † 29. Januar 2019) war ein deutscher Politiker. Er war von 1985 bis 1986 Abgeordneter in Niedersachsen für die Grünen. Außerdem war er Kommunalpolitiker in Delmenhorst.
Matthes besuchte die Volksschule und anschließend ein Gymnasium in Hamburg. Dort bestand er im Jahr 1956 sein Abitur. Danach machte er bis 1958 eine Lehre zum Zimmermann, bevor er die nächsten vier Jahre bis 1962 ein Studium der Berufspädagogik an der Universität Hamburg absolvierte. Von 1962 bis 1964 war er Studienreferendar in Hamburg. Ab 1964 arbeitete er schließlich als Berufsschullehrer in Delmenhorst, wo er im Jahr 1973 Fachleiter in Oldenburg wurde. Seit 1971 war er Mitglied der Gewerkschaft Erziehung und Wissenschaft, in der er verschiedene Funktionen ausübte. Im Jahr 1971 wurde er Mitglied der SPD. Ab 1974 arbeitete er in der Bürgerinitiative Umweltschutz in Delmenhorst mit. Daraufhin trat er 1976 aus der SPD aus, um daraufhin Mitglied der Grünen Liste Umweltschutz und schließlich 1978 den Grünen beizutreten. 
In den Jahren 1981 bis 1984 war Matthes Ratsherr und Beigeordneter des Stadtrates Delmenhorst. Am 5. Juni 1985 rückte er in den Landtag von Niedersachsen nach, dem er bis zum Ende der zehnten Wahlperiode am 20. Juni 1986 angehörte. Nach seinem Ausscheiden aus dem Landtag war er wieder in der Delmenhorster Kommunalpolitik im Stadtrat tätig. Im Jahr 2001 wurde er für die Grünen zur Bürgermeisterwahl nominiert, blieb aber gegen den CDU-Kandidaten chancenlos. Nach Differenzen mit dem Kreisverband der Grünen trat er 2008 der Grünen-Fraktion im Stadtrat von Delmenhorst aus und schloss sich der FDP-Fraktion an. Er betonte allerdings, dem Landesverband der Grünen weiterhin angehören zu wollen und sich lediglich aus dem Kreisverband zurückzuziehen.